# Stenopodius submaculatus
Stenopodius submaculatus là một loài bọ cánh cứng trong họ Chrysomelidae. Loài này được Blaisdell miêu tả khoa học năm 1939.